# Boos (Seine-Maritime)
Boos település Franciaországban, Seine-Maritime megyében. Lakosainak száma 3975 fő (2022. január 1.). Boos Franqueville-Saint-Pierre, Pîtres, Montmain, La Neuville-Chant-d’Oisel, Quévreville-la-Poterie és Saint-Aubin-Celloville községekkel határos.

## Népesség
A település népességének változása:
| Lakosok száma | 3376 | 3549 | 3813 | 3810 | 3867 | 3923 | 3990 | 3991 | 3975 |
|               | 2013 | 2015 | 2016 | 2017 | 2018 | 2019 | 2020 | 2021 | 2022 |